# Echemella quinquedentata
Espèce
Synonymes
- Allodrassus tridentatus Strand, 1906
- Maniana defecta Strand, 1906

Echemella quinquedentata est une espèce d'araignées aranéomorphes de la famille des Gnaphosidae.

## Distribution
Cette espèce est endémique d'Éthiopie.

## Publication originale
- Strand, 1906 : Diagnosen nordafrikanischer, hauptsächlich von Carlo Freiherr von Erlanger gesammelter Spinnen. Zoologischer Anzeiger, vol. 30, p. 604-637 & 655-690 (texte intégral).